# Peveril Point
Peveril Point ist eine Landspitze und bildet den östlichsten Teil der Isle of Purbeck, einer Halbinsel an der Küste von Grafschaft Dorset, an der Südküste von England. Peveril Point ist Teil der Stadt Swanage.
Oben auf dem Hügel befindet sich eine Hütte der Küstenwachen. Peveril Point ist auch Stützpunkt der Swanage Lifeboat Organisation.
Der Landzunge enthält unterirdische Tunnel. Diese Tunnel verbinden stillgelegte Geschützstellungen, die während des Zweiten Weltkriegs den Eingang aus dem Westen zur Southampton Waters verteidigten.
Die Felsen von Peveril Point sind aus Schiefer sowie aus Portland- und Purbeck-Kalkstein in einer Mulden-Struktur. Von Orcombe Point, bei Exmouth im Westen, bis zur Isle of Purbeck im Osten erstreckt sich ein Küstenstreifen, der als erste Naturlandschaft in England von der UNESCO zum Weltnaturerbe erklärt wurde. Peveril Point ist Teil der Jurassic Coast, es zählt zu den Naturwundern dieser Welt und ist bekannt für seine Fossilien.